# 若林法雄
若林 法雄（わかばやし のりお、1921年8月5日 - 2006年4月14日）は、日本の経営者。野村不動産社長、会長を務めた。

## 経歴
兵庫県出身。1944年に京都帝国大学経済学部を卒業。野村建設工業、安井建築設計事務所での勤務を経て、1961年1月に野村不動産に転じ、取締役に就任し、1963年1月に常務、1967年1月に専務を経て、1972年11月に副社長に就任し、1978年10月には社長に昇格。1981年12月に会長に就任し、1983年11月から1987年12月までに監査役を務めた。
2006年4月14日胆嚢癌のために死去。84歳没。